# Hassanía
El hassanía (autoglotónimo: حسانية) o árabe hasaní, al que sus hablantes llaman también Kalām Hassan 'habla de Hassan' y Klem El Bithan, es una variante lingüística del árabe magrebí hablado en la región del suroeste del Magreb, entre el sur de Marruecos, el suroeste de Argelia, el Sáhara Occidental y Mauritania, y también en zonas de Malí, Níger y Senegal.
Es un dialecto beduino derivado del árabe hablado por las tribus Beni Hassan, que controlaban la mayor parte de los desiertos y partes de Azawad en el norte de Malí y el sur de Marruecos entre los siglos XV y XVII. El hassanía se extendió como una alternativa al amazig, que fue hablado por las tribus sanhaga, los antiguos habitantes de estas áreas, después del éxodo de la tribu Beni Hassan de la región. Los dialectos magrebíes más cercanos al hasaní pueden ser el árabe libio, el tunecino y el árabe del valle de Souf en Argelia.
Es considerado una de las variantes del árabe más populares, debido al aislamiento en el que las tribus árabes de Beni Hassan continuaron viviendo en las profundidades del Sahara. Dado el hecho de que el Imperio otomano no llegó a conquistar Marruecos y Mauritania, y debido a que el colonialismo francés y español estuvieron realmente establecidos por sólo cincuenta años, hubo pocas influencias externas.
Excluyendo algunas expresiones provenientes del amazig y el wólof, el árabe hasaní es una de las variantes contemporáneas más cercanas al árabe clásico.

## Clasificación lingüística
Lingüísticamente, el hassanía es uno de los dialectos árabes beduinos (nómadas o rurales), que se puede distinguir de los dialectos urbanos; los dos tipos se distinguen por varias características fonéticas y morfológicas. El hassanía comparte puntos en común con los dialectos beduinos de Oriente Medio, pero también con los del Magreb como:
- La formación del elativo en ausencia de una forma adjetiva: aħwaž “quien tiene una gran necesidad de algo” de məħta:ž “quien está en necesidad” / axbar “más informado” sin el adjetivo correspondiente.
- Dos series de números del 11 al 19 con un final en -r antes de un nombre pero sin el mismo en el estado aislado: ahdaħš "once" ~ ahdaħšərjawm "once días". El hassanía comparte este rasgo con las variantes del Líbano y Siria.

También pertenece a la familia de dialectos árabes occidentales (que incluye en particular las diferentes formas del árabe magrebí), que se distinguen de otros dialectos árabes (orientales) en varios aspectos.
A pesar de la extensión del área geográfica sobre la que se habla, presenta una gran unidad. Así, los hablantes del sur de Marruecos no tienen ninguna dificultad para comunicarse con los de Mauritania. Si hay diferencias, es principalmente a nivel de léxico (principalmente préstamos de lenguas extranjeras: español en el Sáhara Occidental y francés en Mauritania) y algunas características fonéticas. Sin embargo, no se puede decir lo mismo de la relación entre el hassanía y otros dialectos árabes vecinos. Esto, de hecho, lo anotaron los primeros colonos en sus manuales y léxicos destinados a soldados y misioneros.
El mismo problema surge para los hablantes del árabe marroquí, que no pueden comunicarse fácilmente con los habitantes del Sáhara Occidental. Debido a su ubicación geográfica, el hassanía se ha convertido en lo que se podría llamar un dialecto "fosilizado", cuya evolución ha seguido un curso diferente al de otros dialectos árabes. Esta evolución se refleja en la estructura lingüística de la variante, especialmente en la morfología y las reglas de formación de las palabras.

## Historia
El nombre de la variante tiene su origen en la denominación de los Beni Hassan, tribus árabes que han impregnado su idioma en numerosos pueblos de la región y cuya autoridad se extendía sobre casi toda Mauritania y el Sáhara Occidental en los siglos XV y XVI. Si bien es un dialecto claramente occidental, el hassanía es relativamente distante de las otras variantes magrebíes del árabe. Su ubicación lo expuso a la influencia de las lenguas zenaga y wolof.
El hassanía tiene varios subdialectos, que difieren básicamente en sus reglas fonéticas. A su vez, pertenece al continuum lingüístico de dialectos orales árabes. Más de un 90 % del vocabulario tiene un origen árabe. No obstante, existen además palabras de idiomas africanos, del castellano y del francés en este dialecto. Tradicionalmente, la poesía en hassanía se ha pasado de boca en boca durante siglos y se considera, según Laroussi Haidar de la Universidad de Granada, a veces más original que la del árabe clásico. En la actualidad ha reemplazado casi totalmente a las lenguas bereberes nativas de la región, sin embargo, mantiene de estas el acento y estilo de palabras propias de los dialectos bereberes de la región, así como un buen número de terminaciones.

## Distribución geográfica
Hay aproximadamente diez millones de hablantes de hassanía, distribuidos de la siguiente manera:
- Argelia: 4 860 000 (2018)
- Mauritania: 3 560 000 (2017)
- Sahara Occidental: 424 000 (2018)
- Marruecos: 282 000 (2016)
- Senegal: 196 000 (2017)
- Malí: 123 000 (2014)
- Libia: 49 800 (2016)
- Níger: 22 600 (2014)

## Descripción lingüística

### Fonología
El sistema fonológico del hassanía es tan innovador como conservador. Todos los fonemas del árabe clásico están representados en el dialecto, pero también hay muchos fonemas nuevos. Como en otros dialectos beduinos, el clásico /q/ corresponde principalmente al dialectal /ɡ/, /dˤ/ y /ðˤ/ se ha fusionado con /ðˤ/, y los interdentales /θ/ y /ð/ se han conservado. Al igual que la mayoría de las variedades árabes magrebíes, la letra ج /d͡ʒ/ se pronuncia /ʒ/.
Sin embargo, a veces hay una doble correspondencia de un sonido clásico y su contraparte dialectal. Así, la /q/ clásica está representada por /ɡ/ en /ɡbaðˤ/ 'tomar' pero por /q/ en /mqass/ 'tijeras'. De manera similar, /dˤ/ se convierte en /ðˤ/ en /ðˤəħk/ 'risa', pero /dˤ/ en /mrˤədˤ/ 'estar enfermo'. Algunas raíces consonantes incluso tienen una doble apariencia: /θaqiːl/ 'pesado (mentalmente)' vs. /θɡiːl/ 'pesado (materialmente)'. Algunas de las formas "clasificatorias" se explican fácilmente como préstamos recientes del lenguaje literario (como /qaː.nuːn/ 'ley') o de dialectos sedentarios en el caso de conceptos pertenecientes al modo de vida sedentario (como /mqass/ 'tijeras'). Para otros, no hay una explicación obvia (como en /mrˤədˤ/ 'estar enfermo'). La etimológica /ðˤ/ aparece constantemente como /ðˤ/, nunca como /dˤ/.
No obstante, el estado fonémico de /q/ y /dˤ/ así como de /ɡ/ y /ðˤ/ parece muy estable, a diferencia de muchas otras variedades árabes. De manera similar, la /ʔ/ clásica en la mayoría de los contextos ha desaparecido o se ha convertido en /w/ o /j/ (/ahl/ 'familia' en lugar de /ʔahl/, /wak.kad/ 'insistir' en lugar de /ʔak.kad/ y /jaː.məs/ 'ayer' en lugar de /ʔams/). En algunos términos literarios, sin embargo, se conserva claramente: /mət.ʔal.lam/ 'sufrimiento (participio)' (clásico /mu.ta.ʔal.lim/).
El hassanía ha innovado muchas consonantes mediante la difusión de la distinción enfático / no enfático. Además de lo mencionado anteriormente, /rˤ/ y /lˤ/ tienen un estado fonémico claro y /bˤ fˤ ɡˤ mˤ nˤ/ uno más marginal. Un fonema enfático adicional /zˤ/ se adquiere de la lengua bereber vecina Zenaga, junto con una serie palatina completa /c ɟ ɲ/ de las lenguas nigercongolesas. Algunos hablantes hacen la distinción /p/ - /b/ a través de préstamos del francés (y del español en el Sahara Occidental). Con todo, el número de fonemas consonantes en hassanía es 33 (o 39 contando los casos marginales).
En el nivel fonético, las consonantes clásicas /f/ y /θ/ generalmente se pronuncian como sonoras [v] (de aquí en adelante marcadas /v/) y [θ̬]. Sin embargo, este último todavía se pronuncia de manera diferente a /ð/, la distinción probablemente esté en la cantidad de aire expulsado. En posiciones geminadas y de final de palabra, ambos fonemas son sordos, para algunos hablantes /θ/ aparentemente en todas las posiciones. La fricativa uvular /ʁ/ también se realiza sorda en una posición geminada, aunque no fricativa sino oclusiva: [qː]. En otras posiciones, la /ʁ/ etimológica parece estar en libre variación con /q/ (etimológica /q/, sin embargo, varía solo con /ɡ/).
Las vocales pueden ser largas y cortas. Las vocales largas son las mismas que en árabe clásico /aː iː uː/, y las cortas amplían esto en uno: /a i u ə/. Los diptongos clásicos /aj/ y /aw/ pueden pronunciarse de muchas formas diferentes, siendo las variantes más habituales [eːʲ] y [oːʷ], respectivamente. Aun así, las pronunciaciones como [aj] y [aw], así como [eː] y [oː], son posibles, aunque menos comunes.
Como en la mayoría de los dialectos árabes magrebíes, las vocales cortas etimológicas generalmente se eliminan en sílabas abiertas (excepto por la terminación del sustantivo femenino /-a/): */tak.tu.biː/> /tə.ktbi/ 'tú (f.) escribes', */ka.ta.ba/> */ka.tab/> /ktəb/ 'él escribió'. En las sílabas cerradas restantes, la /a/ dialectal corresponde generalmente a la /a/ clásica, mientras que la /i/ y /u/ clásicas se han fusionado en /ə/.
Sin embargo, sorprendentemente, la /j/ morfológica está representada por [i] y /w/ por [u] en una posición pre-consonante inicial de palabra: /u.ɡəft/ 'me levanté' (raíz wgf; cf. /ktəbt/ 'escribí', raíz ktb), /i.naɡ.ɡaz/ 'desciende' (prefijo de sujeto i-; cf. /jə.ktəb/ 'escribe', prefijo de sujeto jə-). En algunos contextos, esta vocal inicial incluso se alarga, lo que demuestra claramente su estado fonológico de vocal: /uːɡ.vu/ 'se levantaron'. Además, las vocales cortas /ai/ en sílabas abiertas se encuentran en préstamos bereberes, como /a.raː.ɡaːʒ/ 'hombre', /i.vuː.kaːn/ 'terneros de 1 a 2 años de edad' y /u/ en forma pasiva: /u.ɡaː.bəl/ 'se encontró'.

### Gramática
Los sustantivos definidos están determinados por la presencia del artículo ël, el cual está separado de estos. Ejemplos: ël bagra 'la vaca', ël ktaab 'el libro'. Este artículo se puede reducir a una sola consonante -I en ataque silábico y se adjunta al sustantivo. La -I final del determinante definido ël se asimila a las consonantes dentales iniciales de los sustantivos que determina, dando una consonante geminada. Ejemplos: ël salaam > ëssalaam 'el saludo', ël raajil > ërraajil 'el hombre'. La asimilación se realiza a favor de la consonante inicial del sustantivo. El género existe en hassanía. Todos los sustantivos que terminan en singular con el sonido [a] son femeninos. Ejemplos: xaayib > xaayiba 'ausente', muslim > muslima 'musulmán'. Sin embargo, también hay varios sustantivos que son femeninos pero que no terminan en -a.
Los determinantes posesivos se añaden como sufijo al sustantivo. Los morfemas pronominales posesivos son -i (1.ª p. sing.), -ak (2.ª p. sing. m.), -ik (2.ª p. sing. f.), -u (3.ª p. sing. m.), -hë (3.ª p. sing. f.), -në (1.ª p. pl.), -kum (2.ª p. pl.) y -hum (3.ª p. pl.). Ejemplo: ktaabnë 'nuestro libro' (ktaab 'libro' + -në). Los determinantes demostrativos concuerdan en género y número con el sustantivo que determina. Ejemplos: zë ërraajil 'este hombre', zi ël mra 'esta mujer', haazu ërrajjaalë 'estos hombres', haazu lë’ laayaat 'estas mujeres'.
Los numerales, que concuerdan en género y número con el sustantivo que determinan, se pueden escribir delante o detrás de este. Sin embargo, el número cardinal 2 se escribe con el sufijo dual -eyn. Ejemplos: ktaab waahid 'un libro', xëms ktuub 'cinco libros', ktaab lëwwël 'primer libro', raajil waahid 'un hombre', mra wahdë 'una mujer', ktaabeyn 'dos libros'.
Los adjetivos se escriben siempre después del sustantivo. Los pronombres personales independientes son aanë (1.ª p. sing.), ntë (2.ª p. sing. m.) y ti (2.ª p. sing. f.). Las principales modalidades del verbo son: aspecto, tiempo y persona. La marca de aspecto se coloca en el verbo.

## Escritura
El hassanía se escribe normalmente con el alfabeto árabe. Sin embargo, los hablantes en Senegal escriben el árabe hassanía en alfabeto latino, según lo establecido por el Decreto 2005-980, 21 de octubre de 2005.
| Alfabeto hassanía de Senegal | Alfabeto hassanía de Senegal | Alfabeto hassanía de Senegal | Alfabeto hassanía de Senegal | Alfabeto hassanía de Senegal | Alfabeto hassanía de Senegal | Alfabeto hassanía de Senegal | Alfabeto hassanía de Senegal | Alfabeto hassanía de Senegal | Alfabeto hassanía de Senegal | Alfabeto hassanía de Senegal | Alfabeto hassanía de Senegal | Alfabeto hassanía de Senegal | Alfabeto hassanía de Senegal | Alfabeto hassanía de Senegal | Alfabeto hassanía de Senegal | Alfabeto hassanía de Senegal | Alfabeto hassanía de Senegal | Alfabeto hassanía de Senegal | Alfabeto hassanía de Senegal | Alfabeto hassanía de Senegal | Alfabeto hassanía de Senegal | Alfabeto hassanía de Senegal | Alfabeto hassanía de Senegal | Alfabeto hassanía de Senegal | Alfabeto hassanía de Senegal | Alfabeto hassanía de Senegal | Alfabeto hassanía de Senegal | Alfabeto hassanía de Senegal | Alfabeto hassanía de Senegal | Alfabeto hassanía de Senegal | Alfabeto hassanía de Senegal | Alfabeto hassanía de Senegal | Alfabeto hassanía de Senegal | Alfabeto hassanía de Senegal | Alfabeto hassanía de Senegal | Alfabeto hassanía de Senegal |
| ---------------------------- | ---------------------------- | ---------------------------- | ---------------------------- | ---------------------------- | ---------------------------- | ---------------------------- | ---------------------------- | ---------------------------- | ---------------------------- | ---------------------------- | ---------------------------- | ---------------------------- | ---------------------------- | ---------------------------- | ---------------------------- | ---------------------------- | ---------------------------- | ---------------------------- | ---------------------------- | ---------------------------- | ---------------------------- | ---------------------------- | ---------------------------- | ---------------------------- | ---------------------------- | ---------------------------- | ---------------------------- | ---------------------------- | ---------------------------- | ---------------------------- | ---------------------------- | ---------------------------- | ---------------------------- | ---------------------------- | ---------------------------- | ---------------------------- |
| A                            | B                            | C                            | D                            | Ḍ                            | E                            | Ë                            | F                            | G                            | H                            | Ḥ                            | I                            | J                            | K                            | L                            | M                            | N                            | Ñ                            | O                            | Q                            | R                            | S                            | Ṣ                            | Ŝ                            | T                            | Ṭ                            | Ŧ                            | U                            | V                            | W                            | X                            | Ẋ                            | Y                            | Z                            | Ż                            | Ẓ                            | ʔ                            |
| a                            | b                            | c                            | d                            | ḍ                            | e                            | ë                            | f                            | g                            | h                            | ḥ                            | i                            | j                            | k                            | l                            | m                            | n                            | ñ                            | o                            | q                            | r                            | s                            | ṣ                            | ŝ                            | t                            | ṭ                            | ŧ                            | u                            | v                            | w                            | x                            | ẋ                            | y                            | z                            | ż                            | ẓ                            | ꞌ                            |

## El hassanía y otros idiomas
Muchos hablantes de árabe hassanía educados también practican la alternancia de código. En el Sáhara Occidental es común que se produzca este code-switching entre el árabe hassanía, el árabe estándar moderno y el español, ya que España había controlado previamente esta región; en el resto de las tierras de habla hasanía, el francés es el segundo idioma hablado por la población. 

## Frases de ejemplo
Ëwwël mën saꞌaadët linsaan: graaytu.
La primera felicidad del hombre: aprender.
Wë li gra yëḥraar wë yënḥallu ꞌayniih.
El que aprende despierta y abre los ojos.
Wël li bëyn ël gaari wël maahu gaari huwwë li bëyn, ëꞌmë wë ëŝŝaayiv.
Él sabe lo que es aparente y lo que está oculto.